# Вишнёвка (Бобруйский район)
Вишнёвка (бел. Вішнёўка) — деревня в составе Вишневского сельсовета Бобруйского района Могилёвской области Республики Беларусь.

Административный центр Вишневского сельсовета.

## Население
- 1999 год — 460 человек
- 2010 год — 358 человек